# Adam František Kollár
Adam František Kollár (Terchová, 17 aprile 1718 – Vienna, 10 luglio 1783) è stato uno storico, etnologo, bibliotecario e politico slovacco.
Fu Consigliere della Corte imperiale austriaca e capo bibliotecario, influente sostenitore della politica illuminata e centralista di Maria Teresa. La sua proposta di dare a Maria Teresa il titolo di regina regnante d'Ungheria nel 1772 fu usata come un argomento a supporto delle annessioni asburgiche della Galizia e della Dalmazia. A Kollár è anche attribuita l'invenzione del termine etnologia e la sua prima definizione nel 1783. Alcuni autori lo considerano uno dei primi esponenti filoslovacchi, filoslavi e panslavisti della Monarchia asburgica.

## Biografia
Kollár nacque da una famiglia della bassa nobiltà (zeman) probabilmente la settimana precedente al suo battesimo (17 aprile 1718), a Terchová, nell'attuale Slovacchia,  nell'allora Regno d'Ungheria. Alcune fonti danno spesso la data del battesimo come data di nascita. Altre fonti più antiche recano la data del 15 aprile. Il suo antenato Ladislaus (Ladislav) Kollar era stato nobilitato nel 1593.
Riguardo al suo secondo nome, František è la forma slovacca che probabilmente Kollár usava, ma nelle sue opere, scritte tutte o in latino o in tedesco si trovano solo Franciscus o Franz. La versione František comparve solo sulle pubblicazioni slovacche e ceche del XX secolo. Nei libri ungheresi è chiamato Ferenc.

### Istruzione
I genitori di Adam František Kollár si trasferirono a Banská Bystrica dove frequentò la scuola retta dai gesuiti. Successivamente adottò in alcune sue opere latine Pannonius Neosoliensis in aggiunta al suo nome; Neosolium è il nome latino di Banská Bystrica (dal tedesco Neusohl). Continuò gli studi al liceo di un'altra città mineraria, Banská Štiavnica, e si laureò a Trnava, dove entrò nella Compagnia di Gesù. Frequentò il Collegio dei gesuiti a Vienna (oggi Università di Vienna), insegnò al liceo dei gesuiti di Liptovský Svätý Mikuláš (oggi Liptovský Mikuláš) e quindi tornò a Vienna per continuare gli studi.
Il suo interesse per le lingue non tardò a manifestarsi. La sua pagella scolastica riporta ottimi voti in slovacco e latino e voti distinti in tedesco. I suoi studi di teologia all'Università di Vienna incominciarono con due anni di ebraico e lingue orientali. Lasciò la Compagnia di Gesù dopo la laurea.

### Carriera

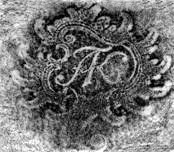
Ex libris di Adam František Kollár

Adam František Kollár incominciò la sua carriera alla Biblioteca Imperial-regia nel 1748 come scrivano, fino a diventare nel 1774 capo bibliotecario e Consigliere alla Corte degli Asburgo. La maggior parte delle sue nomine era prontamente approvata da Maria Teresa, della quale ebbe il favore, sostenendone la politica con la sua erudizione; Maria Teresa fu anche madrina del suo unico figlio.

## Etnologia

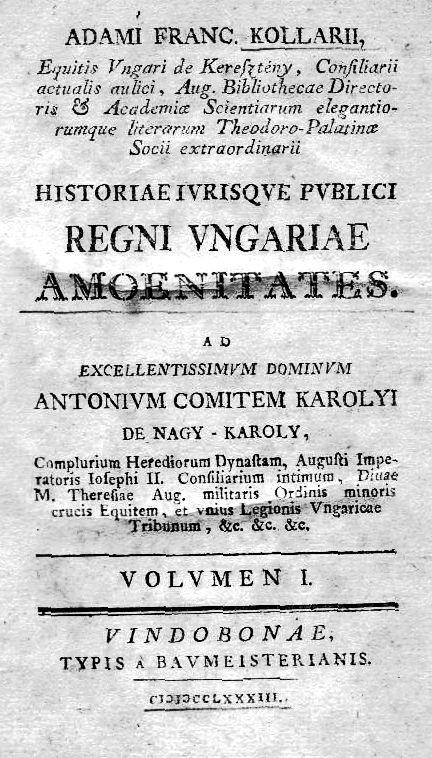
Historiae jurisque publici...

Con la sua conoscenza del turco, del farsi e delle lingue antiche, Kollár curò e pubblicò (o ripubblicò) molti manoscritti e antichi volumi delle collezioni della Biblioteca Imperial-regia. Le sue edizioni commentate di testi in lingue orientali furono molto apprezzate. Come Kollár spiega nell'introduzione, riscoprì i caratteri tipografici turchi e arabi usati da François de Mesgnien Meninski nel 1680 e li impiegò per ristampare la grammatica turca di Mesgnien-Meninski. Kollár aggiunse trascrizioni, testi di trattati con l'Impero ottomano, li tradusse in latino e aggiunse le versioni araba e farsi.
Il lavoro editoriale di Kollár su manoscritti di culture e lingue differenti, oltre alla familiarità con le lingue della sua zona d'origine, lo resero presto uno studioso di etnologia e fu lui a coniare e definire il termine nella sua Historiae ivrisqve pvblici regni Ungariae amoenitates edito a Vienna nel 1783. A differenza di una successiva e più generale definizione ad opera di Alexandre César de Chavannes nel 1787 che la intendeva come "la storia dei popoli che progrediscono verso la civiltà", Kollár definì l'ethnologia come:
(Adam František Kollár, 1783)
Adam František Kollár, che scriveva nel groviglio di lingue ed etnie della Monarchia asburgica, estese le idee circoscritte di August Ludwig von Schlözer - entrambi avevano reciprocamente commentato le loro opere - ai popoli (populis) e ai gruppi etnici o nazioni (gens). La definizione di Kollár fu in breve tempo adottata dagli accademici dell'Europa centrale. Fu ripresa nel 1787 dallo storico tedesco Johann Ernst Fabri all'Università Georg-August di Gottinga e da Chavannes all'Accademia di Losanna. Iniziò ad apparire in francese negli anni 1820 e in inglese negli anni 1830.

## Politica

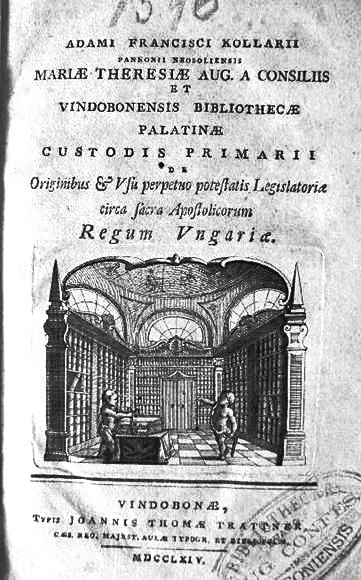
De Originibus & Usu...

Adam František Kollár fu strettamente legato alla politica centralista di Maria Teresa d'Austria. Alcune sue pubblicazioni gli furono commissionate dalla Corte, sebbene non pubblicamente, e molte altre abbracciano la politica della sovrana. Originario del Regno d'Ungheria, che aveva tenacemente resistito alla centralizzazione, Kollár conosceva bene la situazione. Dedicò la sua opera del 1764 intitolata De Originibus et Usu perpetuo... (Sulle origini e uso perpetuo del potere legislativo dei Re apostolici di Ungheria in materia ecclesiastica) per sostenere la supremazia degli Asburgo sopra la gerarchia ecclesiastica cattolica, sul potere legislativo tradizionale della Dieta del Regno e, indirettamente, sui privilegi della nobiltà ungherese. Kollár sostenne la posizione sua e degli Asburgo con una cospicua mole di riferimenti alla storia del Regno, usando per lo più i documenti che aveva già raccolto nella sua Historiae diplomaticae... del 1762. 
Fra le altre cose, Kollár propose l'abolizione dell'esenzione fiscale per i nobili ungheresi. De Originibus et Usu perpetuo... provocò il fiasco più clamoroso nella vita politica di Kollár. Il libro fu considerato un oltraggio dalla Dieta a cui nel 1764-1765 assisteva Maria Teresa e non giovò a rafforzare la posizione della regina. A Presburgo il libro fu bruciato sulla pubblica piazza da un gruppo furioso di nobili ungheresi. Maria Teresa corse ai ripari con la proibizione di distribuire il libro di Kollár nel Regno d'Ungheria e con il ritiro delle copie vendute, suggerì all'autore di scrivere un'apologia, che fu scritta a malincuore in forma di difesa, e la Santa Sede mise il libro all'Indice e ve lo tenne per due secoli.
Le tensioni fra gli Asburgo e il Regno d'Ungheria rimasero per buona parte irrisolte durante l'epoca di Kollár e la sua proposta gli attirò le ire della nobiltà ungherese a cui pure apparteneva, ma egli non demorse. Visse a Vienna, la capitale dell'Impero, dove le sue idee non solo erano in voga fra gli abitanti, ma si irradiavano dai centri di potere. La pubblicazione del De Originibus et Usu perpetuo... era in linea e forse coordinata con gli scopi degli Asburgo, cosicché poté più che mantenere la condizione di favorito di Maria Teresa e di influente accademico. Scrisse in favore delle politiche illuminate degli Asburgo, si oppose alla schiavitù e propugnò la libertà religiosa in tutto l'impero. Maria Teresa si rivolse a lui con richieste di molti scritti a sostegno della sua politica. Le sue ragioni esposte in Jurium Hungariæ in Russiam Minorem... pubblicato in latino e in tedesco nel 1772 furono usate dagli Asburgo per giustificare le annessioni della Galizia e della Dalmazia.

### Nazionalismo
Legati all'interesse accademico di Adam František Kollár per la diversità etnica dell'Europa centrale sono i suoi occasionali commenti sulle relazioni fra i popoli dell'area danubiana. In simultanea con il crescente sostegno alla soppressione dei poteri autonomistici in favore del governo assolutista di Maria Teresa, mutò la sua iniziale identificazione nel Regno d'Ungheria espressa nell'attributo Hungarus Neosoliensis adottata nel suo libro del 1756 (alcuni autori spiegano il latino Hungarus usato da soggetti etnicamente non ungheresi come Kollár come "suddito del Re d'Ungheria" piuttosto che come un attributo linguistico-etnico) verso il meno esplicito Pannonius Neosoliensis con riferimento all'antica provincia romana di Pannonia indicata come luogo d'origine (sebbene la regione dove era cresciuto, compresa Banská Bystrica, non fosse mai stata parte della provincia romana) che non richiamava né una denominazione precisa né un gruppo etnico particolare.
Fu uno dei primi autori accademici ad occuparsi degli Slovacchi e degli altri popoli slavi dell'Impero asburgico e delle identità linguistiche e culturali dei sudditi, nonché della determinazione dei confini politici. Insieme con il suo nazionalismo centralista filoasburgico, gli studiosi lo considerano un attivista filoslovacco, filoslavo, e panslavista. Alcune ragioni sostenute dagli Asburgo a supporto dell'annessione di zone della Polonia nel 1772 richiamano gli scritti di Kollár sui ruteni con il concetto etnico-nazionalista ante litteram dell'identità nazionale indipendente dai confini politici esistenti.
Nel prefazio di Hungaria et Attila (1763) Kollár rivolge un appello ai suoi connazionali: «Vorrei esortare i nostri fratelli slovacchi a non restare indifferenti alla loro lingua e alla loro nazionalità. Alcuni lo sono, ahimè, solo a causa delle offese d'altri gruppi stabiliti in Ungheria».
Collaborò con il giurista, teologo, letterato e storico croato Baltazar Adam Krčelić, un illuminista che auspicava una maggiore libertà per i popoli slavi.

### Riforme dell'istruzione
Kollár influì su alcune riforme di Maria Teresa, fra cui l'ordinanza Ratio educationis del 1777, che si proponeva di standardizzare i metodi di insegnamento, i programmi e i libri di testo. Fu apprezzato dagli Asburgo per l'ampliamento delle loro collezioni bibliotecarie specialistiche. Maria Teresa, comunque, rimandò a tempo indeterminato la proposta avanzata da Kollár nel 1774 (altri tentativi simili erano stati intrapresi da Kollár nel 1735 e nel 1762-1763) di istituire quello che sarebbe stato il primo istituto di ricerca dell'Impero, che nella proposta era chiamato Accademia delle Scienze.

## Opere
Le fonti danno titoli e date di pubblicazioni errate di alcune opere di Adam František Kollár. L'elenco che segue è basato sulle rispondenze effettive con la solita trascrizione dei titoli latini e delle maiuscole.
- 1755 − [Hoca Sadeddin Efendi] Saad ed-dini scriptoris turcici Annales turcici usque ad Muradem I cum textu turcico impressi. Vienna. Tradotto in latino, curato e commentato da A. F. Kollár.
- 1756 − [François de Mesgnien Meninski] Francisci à Mesgnien Meninski Institutiones linguae turcicae, cum rudimentis parallelis linguarum arabicae & persicae. Editio altera, methodo linguam turcicam suo marte discendi aucta. Vienna. Curato e commentato da A. F. Kollár.
- 1760 − De commentariis in manu exaratos codices augustae bibliothecae Vindobonensis propediem praelum subituris epistola.
- 1761-1762 − Analecta monumentorum omnis aevi Vindobonensia, I-II. Vienna. Curato e commentato da A. F. Kollár.
- 1762 − [Caspar Ursinus Velius] Casparis Ursini Velii De bello Pannonico libri decem ex codicibus manu exaratis caesareis [...] maxima exscriptis illustrati. Vienna. Curato e commentato da A. F. Kollár.
- 1762 − Historiae diplomaticae juris patronatus apostolicorum Hungariae regum libri tres. Vienna.
- 1762 − Χαριτες ειδυλλίων [Charites eidyllion], seu Gratiae Francisco et Mariae Theresiae Augustis. In solennibus Minervae Augg. munificentia et jussu Vindobonam reductis habitae, Graece et Latine. Vienna.
- 1763 − [Nicolaus Olahus] Nicolai Olahi metropolitae Strigoniensis Hungaria et Attila sive de originibus gentis regni Hungariae [...] emondato coniumctim editi. Vienna. Curato e commentato da A. F. Kollár.
- 1764 − De Originibus & Usu perpetuo potestatis Legislatoriae circa sacra Apoststolicorum Regum Ungariae. Vienna.
- 1766-1782 − [Peter Lambeck] Petri Lambecii Hamburgensis Commentariorum de Augustissima Bibliotheca Caesarea Vindobonensi. 8 volumi, curati e commentati da A. F. Kollár.
- 1769 − Humillimum promemoria de ortu, progressu et in Hungaria incolatu gentis Ruthenicae.[31] Una storia dei ruteni nel Regno di Ungheria.
- 1772 − Jurium Hungariae in Russiam minorem et Podoliam, Bohemiaeque in Oswicensem et Zatoriensem ducatus explicatio. Vienna. La stessa opera in tedesco: Vorläufige Anführung der Rechte des Königreiches Hungarn auf Klein- oder Roth-Reussen und Podolien und des Königreichs Böheim auf die Herzogthümer Auschwitz und Zator. Vienna.
- 1774 − Anfangsgründe der lateinischen Sprache für die Oesterreichischen Staaten auf allerhöchsten Befehl verfasset. Vienna.[32] Ristampato a Bratislava (Pressburg/Posonium) nel 1775.[33]
- 1775 − Etymologicum linguae latinae, in welchem die etymologischen Regeln und lateinischen Radices oder Grammwörter, wie auch die stamm- und abstammended Wörter, wie dieselben in dem Tirocinio analytico nach einander folgen, enthalten sind: und welchem das Tirocinium syntheticum beygefüget worden. Zum Gebrauch der öffentlichen lateinischen Schulen in den Oesterreichishchen Staaten. Vienna.
- 1777 − Ratio educationis totiusque rei literariae per regnum Hungariae et provincias eidem adnexas. Vienna. A. F. Kollár contribuì alla forma di questa ordinanza imperial-regia.
- 1782 − In jucundissimum Vindobonam adventum Pii Pp. VI. pontificis maximi carmen. Vienna. Poesia per la visita di Pio VI a Vienna.
- 1783 − Historiae jurisque publici regni Ungariae amoenitates, I-II. Vienna.